# Белл (остров)
Белл — остров архипелага Земля Франца-Иосифа, Приморский район Архангельской области России.
Высшая точка — 343 метра, расположена на юго-востоке.
По форме остров напоминает подкову, в центре которой расположена бухта Нильсена.
Остров хорошо виден издали, за счёт центральной, похожей на колокол, скалы. Именно поэтому первооткрыватель острова, Бенджамин Ли Смит, назвал его Белл (англ. Bell — колокол).
Сложен песчаниками и галечниками. Единственная гора расположена на юго-востоке острова, её высота 343 метра. Также имеется возвышенность в 21 метр на севере острова. У её подножия расположено небольшое озеро, на северном берегу которого располагается дом Эйры, построенный командой Ли Смита из обломков одноимённой яхты, раздавленной льдами у мыса Флора 21 августа 1881 года.
Остров омывается Баренцевым морем. Глубины у побережья достигают 50 метров.
С востока остров отделён от Мейбела проливом Эйры. С северо-запада отделён проливом Найтингейл от острова Земля Георга.

## Топографические карты
- Лист карты U-39-XXXI,XXXII,XXXIII Земля Георга. Масштаб: 1 : 200 000. Издание 1965 г.
- Лист карты T-39-I,II,III. Масштаб: 1 : 200 000. Состояние местности на 1957 год.

## Фотографии
- Вид на остров с севера. Архивировано из оригинала 7 июня 2014 года. — Yuko-Travel.Ru
- Дом Эйры. Архивировано из оригинала 6 июня 2014 года. — Yuko-Travel.Ru
- Вид с острова Белл через пролив Эйры на остров Мейбел. Архивировано из оригинала 12 декабря 2009 года. — www.panoramio.com